# كأس إسكتلندا 1970–71
كأس اسكتلندا 1970–71 (بالإنجليزية: 1970–71 Scottish Cup)‏ هو موسم من كأس اسكتلندا. فاز فيه نادي سلتيك.